# 雷納峰
67°24′S 55°56′E / 67.400°S 55.933°E
雷納峰是南極洲的山峰，位於愛德華八世灣西南面60公里，處於羅伯特冰川以西3.7公里，海拔高度1,270米，該山峰在1936年2月被發現，以動物學家命名。